# Университет Джемала Биедича
Университет Джемала Биедича в городе Мостар (босн. Univerzitet "Džemal Bijedić" Mostar) — университет города Мостар Боснии и Герцеговины. Основан в 1993 году. Назван в честь политического деятеля Джемала Биедича. В состав университета входят 8 факультетов. 

## История
11 февраля 1977 года в городе Мостар был основан университет. Он получил имя Джемала Биедича, югославского боснийского государственного деятеля, погибшего в 1977 году в авиакатастрофе. Во время Боснийской войны в 1992 году активы университета были присвоены хорватскими активистами. Он был переименован в Университет Мостара, а в качестве официального языка обучения был принят хорватский. Профессора-мусульмане покинули университет и в мае 1993 года основали новое учебное заведение со старым названием Университет Джемала Биедича. Университет расположился в бывших югославских военных казармах.
Первые годы своего существования университет столкнулся с рядом проблем, среди которых нехватка преподавательского и административного персонала, а также фактическое отсутствие книг в библиотеке. Часть проблем удалось решить за счёт пожертвований.
По данным на 2016 год в университете работало около 250 преподавателей и обучалось около 3000 студентов. Насчитывалось 8 факультетов: аграрный, гуманитарный, информатики, менеджмента, строительный, машиностроения, педагогический, юридический. Учебные программы приведены в соответствие с Болонскими правилами. Университетская библиотека содержит более 24 000 книг. Университет сотрудничает с различными боснийскими и зарубежными научными и образовательными учрежденими.
Учебные аудитории, лаборатории и кабинеты занимают площадь около 4500 м². Такое небольшое пространство является серьезным ограничивающим фактором для развития университета.